# What Am I Gonna Do About You
What Am I Gonna Do About You è un album in studio della cantante di musica country statunitense Reba McEntire, pubblicato nel 1986.

## Tracce
1. Why Not Tonight – 3:13 (Jon Vezner, David Stringfellow, Nancy Montgomery)
2. What Am I Gonna Do About You – 3:26 (Doug Gilmore, Bob Simon, Jim Allison)
3. Lookin' for a New Love Story – 4:21 (Donny Lowery, Dave Loggins)
4. Take Me Back – 3:06 (John Hobbs, Jerry Fuller)
5. My Mind Is on You – 4:21 (Loggins, Don Schlitz)
6. Let the Music Lift You Up – 4:24 (Troy Seals, Eddie Setser)
7. I Heard Her Cryin' – 2:59 (Karen Staley)
8. No Such Thing – 2:37 (Paul Nelson, Gene Nelson)
9. One Promise Too Late – 3:28 (Loggins, Lisa Silver, Schlitz)
10. Till It Snows in Mexico – 3:25 (Gordon Payne, Roger Lavoie)